# 让-梅斯广场
让-梅斯广场（Place Jean-Macé）是法国里昂第七区的一个广场。

## 历史
1892年，萨克斯大道向南延伸（今让饶勒斯大道）。在铁路以北，它跨越热尔兰街（今雷南街）和阿维尼翁街（今埃利·罗切特街），形成一个封闭的广场。在19世纪，拆除了原来的堡垒和围墙，在空地上开辟新的公共广场。

## 名胜
- 第七区区公所，建于1920年
- 第7区图书馆
- 里昂让-梅斯火车站
- Vélo'v 自行车皮卡站

## 公共交通
- 地铁B线让-梅斯站
- 电车T2
- 公交C4，C7，C12，C14，35，S3和ZI6路。

TER站，位于广场南侧。

## 活动
- 广场集市，在周三和周六上午
- 书市，每月一次